# Guerre lusitanienne
Conquête romaine de l'Hispanie
La guerre lusitanienne est une guerre entre les légions de la République romaine et le peuple lusitanien, formé de tribus d'Hispanie ultérieure, qui a duré de -155 à -139.
Les Lusitaniens se sont révoltés à deux reprises (en -155 et -146), et leurs révoltes ont été réprimées par les Romains. Un autre conflit marque cette époque dans la péninsule Ibérique : en -154, une longue guerre en Hispanie citérieure, connue comme la guerre de Numance, démarre à l'instigation des Celtibères ; elle dure jusqu'en -133. C'est un événement important dans l'intégration de la Lusitanie dans le monde romain, latinophone.
En -194, la première guerre éclate entre romains et Lusitaniens, qui sont à l'époque un peuple autonome. Dès -179, les Romains ont réussi à pacifier la région, et ont signé un traité de paix. Mais, en -155, une révolte majeure éclate, sous l'impulsion de Punicus (es) (grec : Πούνικος / Poúnicos, chez Appien), qui s'allie avec les Vettons. Le commandement de la révolte est repris, après la mort de Punicus, par un certain Caesarus (Καίσαρος / Kaísaros) selon Appien. Un autre seigneur de guerre, Caucenus (Καυκαίνος / Kaukaínos), mène aussi une guerre contre les Romains au sud du Tage.
Le préteur Servius Sulpicius Galba et le proconsul Lucius Licinius Lucullus arrivent en -151, et commencent à soumettre les populations locales. Galba trahit les chefs lusitaniens qu'il avait invités à des pourparlers de paix, et les tue en -150, mettant ainsi fin à la première partie de la guerre.
En -146, les Lusitaniens trouvent un nouveau chef, appelé Viriathe (Οὐρίατθος / Ouríatthos chez Appien), qui devait acquérir une grande renommée dans le monde romain comme stratège de guérilla. Pour reprendre les mots de Theodor Mommsen : « Dans ce siècle terre à terre, c'est un héros d’Homère qui ressuscite  : le nom de Viriathus retentit glorieusement dans toutes les Espagnes ; et la brave nation croit avoir trouvé en lui l'homme qui, enfin brisera les fers apportés par l'étranger ». En -145, le consul Quintus Fabius Maximus Aemilianus mène une campagne victorieuse contre les Lusitaniens, mais ne parvient pas à arrêter Viriathe. En -143, Viriathe forme une ligue contre les Romains avec plusieurs tribus celtiques.
En -139, Viriathe est finalement tué dans son sommeil par trois de ses compagnons, Audax, Ditalcus et Minurus, qui avaient été envoyés comme émissaires chez les Romains et achetés par Marcus Popillius Laenas. Le général Quintus Servilius Caepio refuse de les payer, et les fait exécuter, en déclarant que « Rome ne paye pas les traîtres ».